# Eletrosamba
Eletrosamba é um álbum ao vivo do cantor Alexandre Pires, lançado em 2012. O álbum foi gravado no estúdio Quanta, em São Paulo, no dia 11 de Abril de 2012. Com novas canções como "A Chave é o Seu Perdão" e também contando com a participação de Cláudia Leitte, Xuxa, Só Pra Contrariar, Mumuzinho e Abadia Pires.

## Faixas do CD
1. "A Chave É O Seu Perdão"
2. "Minha Solução" (Part. Cláudia Leite)
3. "Moderação"
4. "Arco-Íris" (Part. Xuxa)
5. "Destaque Na Favela"
6. "Recordações" (Part. Só Pra Contrariar)
7. "Maluca Pirada" (Part. Mumuzinho)
8. "Eu Vou Pra Cima"
9. "Vilã"
10. "É Tudo Tchátia"
11. "Amorzinho Gostoso"
12. "Moça"
13. "Sonhei E Acordei" (Part. Abadia Pires)
14. "Preta, Pretinha"

## Faixas do DVD
1. "Eu Sou O Samba"
2. "A Chave É O Seu Perdão"
3. "Minha Solução" (Part. Cláudia Leitte)
4. "Quem É Você?"
5. "Arco-Íris" (Part. Xuxa)
6. "Destaque Na Favela"
7. "Recordações" (Part. Só Pra Contrariar)
8. "Domingo / Out Door / Depois Do Prazer / Essa Tal Liberdade"
9. "Eu Vou Pra Cima"
10. "Moderação"
11. "É Tudo Tchátia"
12. "Vilã"
13. "Maluca Pirada" (Part. Mumuzinho)
14. "Moça"
15. "Sonhei E Acordei" (Part. Abadia Pires)
16. "Amorzinho Gostoso"
17. "Preta, Pretinha"
18. "Sissi"
19. "Vamos Botar Pra Quebrar"